# Pietro Orseolo d'Ungheria
Pietro Orseolo, anche noto come Pietro il Veneziano (Venezia, 1011 – Albareale, 30 agosto 1046 o 1059), fu re d'Ungheria per due volte.
Subentrato per la sua prima parentesi al trono a suo zio Stefano I nel 1038, il suo favoritismo verso i suoi cortigiani stranieri provocò una rivolta che terminò con la sua deposizione nel 1041. Pietro tornò al potere nel 1044 grazie al supporto di Enrico III il Nero, imperatore del Sacro Romano Impero. Egli accettò di divenire vassallo di Enrico III durante il suo secondo regno, terminato nel 1046 a seguito dello scoppio di una rivolta pagana. Le cronache magiare ritengono unanimemente che Pietro fosse stato giustiziato per ordine del suo successore, Andrea I, ma il riferimento dell'autore Cosma Praghese al suo presunto matrimonio intorno al 1055 suggerisce che forse sopravvisse anche alla sua seconda deposizione.

## Biografia

### Prima del 1038

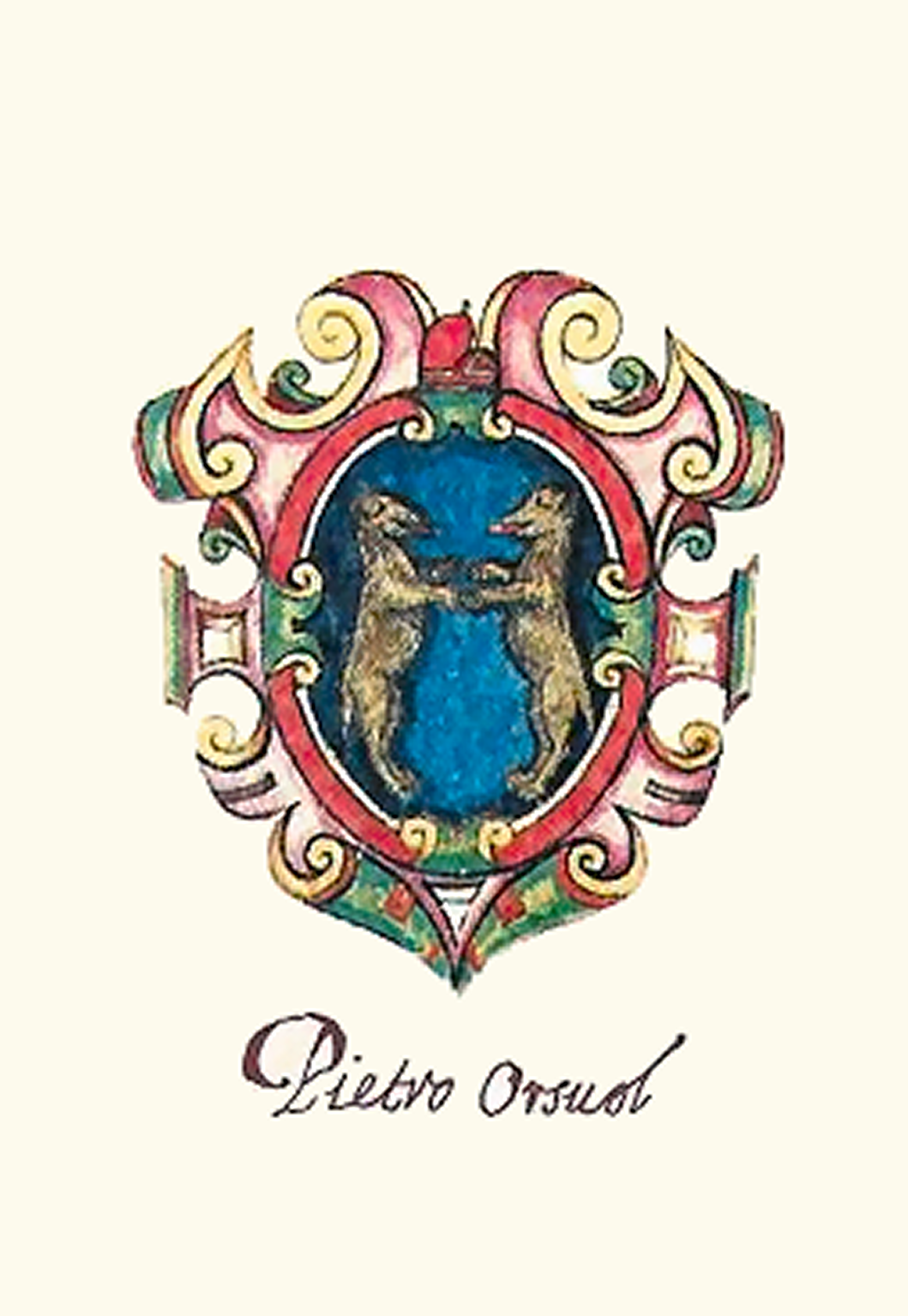
Stemma degli Orseolo

Unico figlio del doge Ottone Orseolo, Pietro nacque a Venezia nel 1011. Sua madre Grimelda era una sorella di Stefano I, primo re d'Ungheria; lo storico Gyula Kristó suggerisce che fosse nato nel 1010 o nel 1011. I veneziani insorsero e deposero Ottone Orseolo nel 1026. Pietro non seguì suo padre, che fuggì alla corte bizantina di Costantinopoli, preferendo invece l'Ungheria, dove suo zio lo nominò comandante dell'esercito reale.
Emerico, l'unico figlio di Stefano sopravvissuto all'infanzia, morì nel corso di una battuta di caccia avvenuta nel 1031. Il cugino di Stefano, Vazul, dichiarò presto le sue intenzioni di assumere il trono, ma nel corso della guerra civile che si scatenò il re lo surclassò, imponendo il suo dominio e nominò Pietro quale suo erede. Su ordine di Stefano, Vazul fu accecato poco dopo e i suoi tre figli, Levente, Andrea e Béla, furono esiliati, circostanza che rafforzò il diritto di successione di Pietro. Il re chiese a Pietro di prestare giuramento riguardo alle proprietà di sua moglie, la regina Gisella, evento che lascia ipotizzare delle tensioni nel rapporto tra il giovane e sua zia.

### Primo regno (1038-1041)
Pietro succedette al re Stefano I, morto il 15 agosto 1038, e adottò una politica estera assai attiva. Le truppe ungheresi saccheggiarono la Baviera nel 1039, invadendo nell'anno seguente la Boemia allo scopo di assistere il duca Bretislao I contro l'imperatore del Sacro Romano Impero Enrico III il Nero. Le cronache magiare raccontano che Pietro preferiva la compagnia dei tedeschi («che ruggivano come bestie feroci») e degli italiani («che chiacchieravano e cinguettavano come rondini»), piuttosto che quella dei suoi sudditi, circostanza che lo rese impopolare. Egli introdusse nuove imposte, requisì le entrate della Chiesa e depose due vescovi.
Compiendo un gesto che ebbe una forte risonanza, Pietro confiscò la proprietà della regina Gisella e la prese in custodia. La nobildonna chiese aiuto ai signori ungheresi, i quali incolparono uno dei favoriti di Pietro, tale Budo, per la cattiva influenza che esercitava sul monarca e chiesero che il consigliere venisse processato. Quando il re rifiutò, gli aristocratici catturarono e assassinarono comunque il suo impopolare consigliere, deponendo il monarca nel 1041. Essi elessero un nuovo sovrano, Samuele Aba, che era cognato o un altro nipote di re Stefano I.
(Simone di Kéza, Gesta Hunnorum et Hungarorum)

### Esilio (1041-1044)

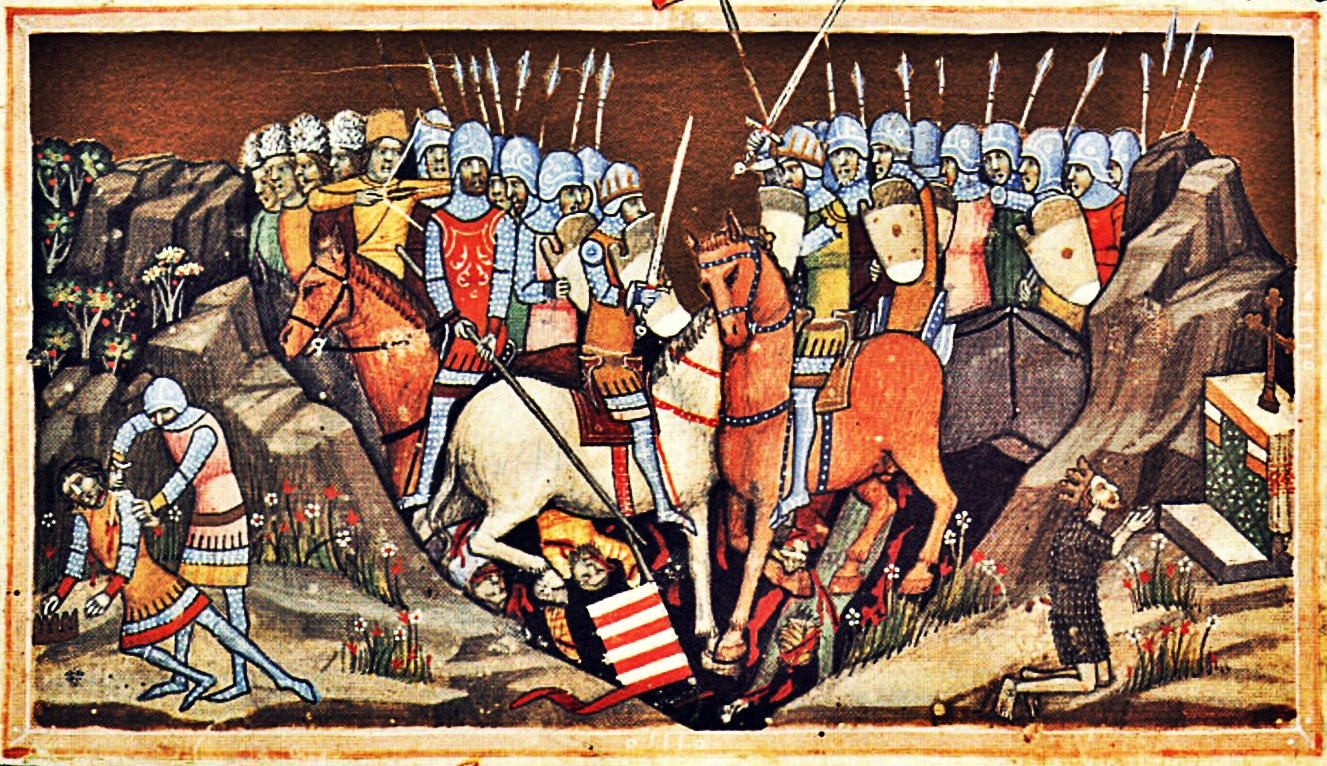
La battaglia di Ménfő del 1044

Pietro abbandonò l'Ungheria e si diresse verso l'Austria, cercando la protezione di suo cognato, il margravio  Adalberto. Al contempo, si rivolse all'imperatore Enrico III per chiedere assistenza contro Samuele Aba, ritenuto un impostore. Il nuovo monarca ungherese invase l'Austria nel febbraio 1042, ma Adalberto mise in rotta i guerrieri di Aba. Enrico III lanciò la sua prima controffensiva contro l'Ungheria all'inizio del 1042. Le sue forze avanzarono a nord del Danubio fino al fiume Hron. L'imperatore pianificò di ricollocare Pietro sulla massima carica magiara, ma la popolazione si oppose fermamente a tale scenario. Di conseguenza, al fine di amministrare le terre ungheresi, l'imperatore nominò un'altra figura, il cui nome è ignoto, che era membro della famiglia reale locale.
(Ermanno il Contratto, Chronicon)
L'imperatore tornò in Ungheria all'inizio dell'estate del 1044, venendo affiancato nel corso della sua avanzata da molti signori magiari. La battaglia decisiva per le sorti del regno fu combattuta il 5 giugno a Ménfő (vicino a Győr), dove le forze di Samuele Aba uscirono sconfitte. Sebbene Aba riuscì a sfuggire dal campo di battaglia, i sostenitori di Pietro lo catturarono e lo uccisero poco tempo dopo.

### Secondo regno (1044-1046)
Dopo la morte di Samuele Aba, l'imperatore Enrico varcò le porte di Albareale, l'antica capitale, e ripristinò Pietro alla massima carica. Pietro introdusse la legge bavarese nel suo regno, il che suggerisce che l'Ungheria divenne un feudo imperiale. Il veneziano accettò la sovranità dell'imperatore il giorno della Pentecoste del 1045, offrendo a titolo di omaggio la sua lancia reale al suo signore, che giunse per l'occasione in Ungheria. Poiché le fonti riferiscono di un certo numero di complotti volti a rovesciare Pietro, è lecito desumere che rimase una personalità impopolare. Due cugini materni di re Stefano I (Bolya e Bonyha) cospirarono contro Pietro nel 1045, ma il re li fece arrestare, torturare e giustiziare. Il vescovo Gerardo di Csanád invitò i figli esiliati di Vazul in territorio magiaro. Lo scoppio di un'insurrezione pagana guidata da Vata, un nobile che si pose a capo di una serie di aristocratici rimasti fedeli agli antichi culti della mitologia ugrica, pose fine al secondo regno di Pietro nel 1046. Una seconda volta, Pietro si preparò a partire in cerca di asilo verso il Sacro Romano Impero, ma il figlio di Vazul, Andrea, che nel frattempo aveva fatto ritorno in Ungheria, lo invitò a un incontro ad Albareale. Il re deposto si rese presto conto che gli ambasciatori di Andrea volevano in realtà farlo prigioniero. Constatata la situazione, egli fuggì in un castello fortificato a Zámoly, ma i sostenitori del suo avversario lo espugnarono e lo catturarono tre giorni dopo. Tutte le cronache ungheresi del XIV secolo attestano che Pietro fu accecato, evento da cui poi scaturì la sua morte il 30 agosto 1046.

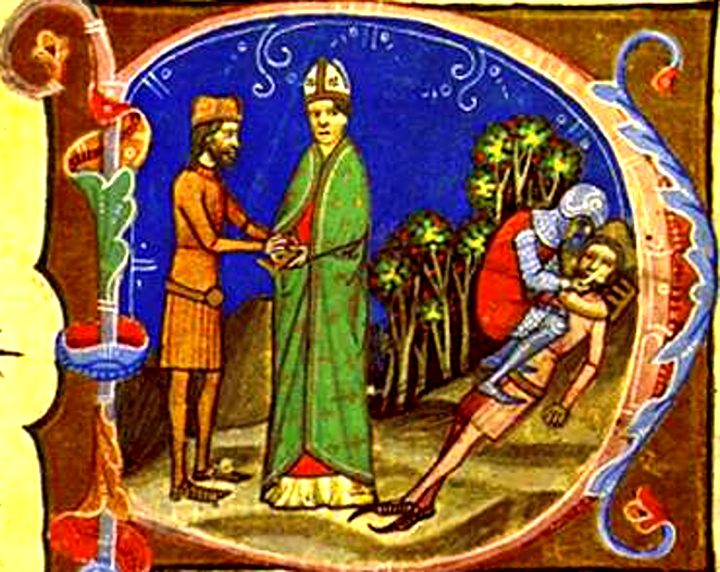
L'accecamento di Pietro come raffigurato nella Chronica Picta

Tuttavia, in contrapposizione con quanto sopra affermato, il quasi contemporaneo Cosma Praghese riferisce che Giuditta di Schweinfurt, vedova del duca Bretislao I di Boemia che fu espulsa da suo figlio, fuggì in Ungheria e sposò Pietro intorno al 1055, «una forma di insulto verso» suo figlio Spytihněv «e tutti i cechi». Se quest'ultimo resoconto fosse affidabile, Pietro sopravvisse al tentativo di uccisione e morì qualche tempo prima del 1060. L'uomo fu sepolto nella cattedrale di Pécs. Di recente, nel giugno del 2019, la sua sepoltura originale è stata portata alla luce da un gruppo di archeologi.
(Ermanno il Contratto, Chronicon)
(Chronica Picta)

## Ascendenza e discendenza
Il nome e la famiglia della moglie di Pietro risultano sconosciuti, ma Gyula Kristó suggerisce che fosse di origine tedesca. Gli storici discutono sulla validità del resoconto di Cosma Praghese sul secondo matrimonio di Pietro con la vedova Giuditta di Schweinfurt. Lisa Wolverton, la traduttrice della cronaca, afferma che Cosma interpretò erroneamente le sue fonti (le quali descrivono il matrimonio di Giuditta Maria di Baviera con il re Salomone d'Ungheria). Dal canto suo, Kristó ha posto l'accento sulle informazioni fornite da Cosma, il quale lascerebbe intuire che Pietro sopravvisse all'accecamento. Il seguente albero genealogico presenta gli antenati di Pietro il Veneziano e la sua parenti menzionati nell'articolo:
|  |  |                   |                   |                   |                   |                   |                   |                     |                     |                     |                     |                     |                     | Gyula II di Transilvania | Gyula II di Transilvania | Gyula II di Transilvania | Gyula II di Transilvania | Gyula II di Transilvania | Gyula II di Transilvania |                      |                      |                      |                      |                      |                      |         |         |         |         |                    |                    | Taksony            | Taksony            | Taksony            | Taksony            | Taksony | Taksony |            |            |            |            | una nobildonna "cumana"* | una nobildonna "cumana"* | una nobildonna "cumana"* | una nobildonna "cumana"* | una nobildonna "cumana"* | una nobildonna "cumana"* |             |             |             |             |  |  |               |               |               |               |               |               |  |  |        |        |        |        |        |        |  |  |  |  |  |  |  |  |  |  |  |  |  |  |  |  |
|  |  |                   |                   |                   |                   |                   |                   |                     |                     |                     |                     |                     |                     | Gyula II di Transilvania | Gyula II di Transilvania | Gyula II di Transilvania | Gyula II di Transilvania | Gyula II di Transilvania | Gyula II di Transilvania |                      |                      |                      |                      |                      |                      |         |         |         |         |                    |                    | Taksony            | Taksony            | Taksony            | Taksony            | Taksony | Taksony |            |            |            |            | una nobildonna "cumana"* | una nobildonna "cumana"* | una nobildonna "cumana"* | una nobildonna "cumana"* | una nobildonna "cumana"* | una nobildonna "cumana"* |             |             |             |             |  |  |               |               |               |               |               |               |  |  |        |        |        |        |        |        |  |  |  |  |  |  |  |  |  |  |  |  |  |  |  |  |
|  |  |                   |                   |                   |                   |                   |                   |                     |                     |                     |                     |                     |                     |                          |                          |                          |                          |                          |                          |                      |                      |                      |                      |                      |                      |         |         |         |         |                    |                    |                    |                    |                    |                    |         |         |            |            |            |            |                          |                          |                          |                          |                          |                          |             |             |             |             |  |  |               |               |               |               |               |               |  |  |        |        |        |        |        |        |  |  |  |  |  |  |  |  |  |  |  |  |  |  |  |  |
|  |  |                   |                   |                   |                   |                   |                   |                     |                     |                     |                     |                     |                     |                          |                          |                          |                          |                          |                          |                      |                      |                      |                      |                      |                      |         |         |         |         |                    |                    |                    |                    |                    |                    |         |         |            |            |            |            |                          |                          |                          |                          |                          |                          |             |             |             |             |  |  |               |               |               |               |               |               |  |  |        |        |        |        |        |        |  |  |  |  |  |  |  |  |  |  |  |  |  |  |  |  |
|  |  | Pietro II Orseolo | Pietro II Orseolo | Pietro II Orseolo | Pietro II Orseolo | Pietro II Orseolo | Pietro II Orseolo |                     |                     |                     |                     |                     |                     | Sarolta                  | Sarolta                  | Sarolta                  | Sarolta                  | Sarolta                  | Sarolta                  |                      |                      |                      |                      | Géza                 | Géza                 | Géza    | Géza    | Géza    | Géza    |                    |                    |                    |                    |                    |                    |         |         |            |            |            |            |                          |                          |                          |                          |                          |                          |             |             |             |             |  |  |               |               |               |               |               |               |  |  | Mihály | Mihály | Mihály | Mihály | Mihály | Mihály |  |  |  |  |  |  |  |  |  |  |  |  |  |  |  |  |
|  |  | Pietro II Orseolo | Pietro II Orseolo | Pietro II Orseolo | Pietro II Orseolo | Pietro II Orseolo | Pietro II Orseolo |                     |                     |                     |                     |                     |                     | Sarolta                  | Sarolta                  | Sarolta                  | Sarolta                  | Sarolta                  | Sarolta                  |                      |                      |                      |                      | Géza                 | Géza                 | Géza    | Géza    | Géza    | Géza    |                    |                    |                    |                    |                    |                    |         |         |            |            |            |            |                          |                          |                          |                          |                          |                          |             |             |             |             |  |  |               |               |               |               |               |               |  |  | Mihály | Mihály | Mihály | Mihály | Mihály | Mihály |  |  |  |  |  |  |  |  |  |  |  |  |  |  |  |  |
|  |  |                   |                   |                   |                   |                   |                   |                     |                     |                     |                     |                     |                     |                          |                          |                          |                          |                          |                          |                      |                      |                      |                      |                      |                      |         |         |         |         |                    |                    |                    |                    |                    |                    |         |         |            |            |            |            |                          |                          |                          |                          |                          |                          |             |             |             |             |  |  |               |               |               |               |               |               |  |  |        |        |        |        |        |        |  |  |  |  |  |  |  |  |  |  |  |  |  |  |  |  |
|  |  |                   |                   |                   |                   |                   |                   |                     |                     |                     |                     |                     |                     |                          |                          |                          |                          |                          |                          |                      |                      |                      |                      |                      |                      |         |         |         |         |                    |                    |                    |                    |                    |                    |         |         |            |            |            |            |                          |                          |                          |                          |                          |                          |             |             |             |             |  |  |               |               |               |               |               |               |  |  |        |        |        |        |        |        |  |  |  |  |  |  |  |  |  |  |  |  |  |  |  |  |
|  |  | Ottone Orseolo    | Ottone Orseolo    | Ottone Orseolo    | Ottone Orseolo    | Ottone Orseolo    | Ottone Orseolo    |                     |                     |                     |                     | sconosciuto         | sconosciuto         | sconosciuto              | sconosciuto              | sconosciuto              | sconosciuto              |                          |                          | Stefano I d'Ungheria | Stefano I d'Ungheria | Stefano I d'Ungheria | Stefano I d'Ungheria | Stefano I d'Ungheria | Stefano I d'Ungheria |         |         |         |         | Gisella di Baviera | Gisella di Baviera | Gisella di Baviera | Gisella di Baviera | Gisella di Baviera | Gisella di Baviera |         |         | due figlie | due figlie | due figlie | due figlie | due figlie               | due figlie               |                          |                          | sconosciuto              | sconosciuto              | sconosciuto | sconosciuto | sconosciuto | sconosciuto |  |  | Samuele Aba** | Samuele Aba** | Samuele Aba** | Samuele Aba** | Samuele Aba** | Samuele Aba** |  |  | Vazul  | Vazul  | Vazul  | Vazul  | Vazul  | Vazul  |  |  |  |  |  |  |  |  |  |  |  |  |  |  |  |  |
|  |  | Ottone Orseolo    | Ottone Orseolo    | Ottone Orseolo    | Ottone Orseolo    | Ottone Orseolo    | Ottone Orseolo    |                     |                     |                     |                     | sconosciuto         | sconosciuto         | sconosciuto              | sconosciuto              | sconosciuto              | sconosciuto              |                          |                          | Stefano I d'Ungheria | Stefano I d'Ungheria | Stefano I d'Ungheria | Stefano I d'Ungheria | Stefano I d'Ungheria | Stefano I d'Ungheria |         |         |         |         | Gisella di Baviera | Gisella di Baviera | Gisella di Baviera | Gisella di Baviera | Gisella di Baviera | Gisella di Baviera |         |         | due figlie | due figlie | due figlie | due figlie | due figlie               | due figlie               |                          |                          | sconosciuto              | sconosciuto              | sconosciuto | sconosciuto | sconosciuto | sconosciuto |  |  | Samuele Aba** | Samuele Aba** | Samuele Aba** | Samuele Aba** | Samuele Aba** | Samuele Aba** |  |  | Vazul  | Vazul  | Vazul  | Vazul  | Vazul  | Vazul  |  |  |  |  |  |  |  |  |  |  |  |  |  |  |  |  |
|  |  |                   |                   |                   |                   |                   |                   |                     |                     |                     |                     |                     |                     |                          |                          |                          |                          |                          |                          |                      |                      |                      |                      |                      |                      |         |         |         |         |                    |                    |                    |                    |                    |                    |         |         |            |            |            |            |                          |                          |                          |                          |                          |                          |             |             |             |             |  |  |               |               |               |               |               |               |  |  |        |        |        |        |        |        |  |  |  |  |  |  |  |  |  |  |  |  |  |  |  |  |
|  |  |                   |                   |                   |                   |                   |                   |                     |                     |                     |                     |                     |                     |                          |                          |                          |                          |                          |                          |                      |                      |                      |                      |                      |                      |         |         |         |         |                    |                    |                    |                    |                    |                    |         |         |            |            |            |            |                          |                          |                          |                          |                          |                          |             |             |             |             |  |  |               |               |               |               |               |               |  |  |        |        |        |        |        |        |  |  |  |  |  |  |  |  |  |  |  |  |  |  |  |  |
|  |  |                   |                   |                   |                   |                   |                   | Pietro il Veneziano | Pietro il Veneziano | Pietro il Veneziano | Pietro il Veneziano | Pietro il Veneziano | Pietro il Veneziano |                          |                          |                          |                          |                          |                          |                      |                      |                      |                      | Emerico              | Emerico              | Emerico | Emerico | Emerico | Emerico |                    |                    |                    |                    |                    |                    |         |         |            |            |            |            |                          |                          |                          |                          | Levente                  | Levente                  | Levente     | Levente     | Levente     | Levente     |  |  | Andrea        | Andrea        | Andrea        | Andrea        | Andrea        | Andrea        |  |  | Béla   | Béla   | Béla   | Béla   | Béla   | Béla   |  |  |  |  |  |  |  |  |  |  |  |  |  |  |  |  |

* Una donna cazara, pecenega o bulgara del Volga.
** Samuele Aba potrebbe essere stato il nipote di Géza anziché del suo genero.

### Fonti primarie
- (EN) Ermanno il Contratto, Chronicon, in Eleventh-century Germany: The Swabian Chronicles, traduzione di I. S. Robinson, Manchester University Press, 2008, ISBN 978-0-7190-7734-0.
- (EN) Cosma Praghese, The Chronicle of the Czechs, traduzione di Lisa Wolverton, The Catholic University of America Press, 2009, ISBN 978-0-8132-1570-9.
- Simone di Kéza, Gesta Hunnorum et Hungarorum, traduzione di László Veszprémy e Frank Schaer, CEU Press, 1999, ISBN 963-9116-31-9.
- Dezső Dercsényi, Leslie S. Domonkos (a cura di), Chronica Picta, Corvina, Taplinger Publishing, 1970, ISBN 0-8008-4015-1.

### Fonti secondarie
- (EN) Július Bartl, Dušan Škvarna, Viliam Čičaj e Mária Kohútova, Slovak History: Chronology & Lexicon, Wauconda, Bolchazy-Carducci Publishers, 2002, ISBN 978-08-65-16444-4.
- (EN) Pál Engel, The Realm of St Stephen: A History of Medieval Hungary, 895-1526, I.B. Tauris Publishers, 2001, ISBN 1-86064-061-3.
- (EN) László Kontler, Millennium in Central Europe: A History of Hungary, Atlantisz Publishing House, 1999, ISBN 963-9165-37-9.
- (HU) Gyula Kristó e Ferenc Makk, Az Árpád-ház uralkodói [Sovrani della casata degli Arpadi], I.P.C. Könyvek, 1996, ISBN 963-7930-97-3.
- (HU) Gyula Kristó, Háborúk és hadviselés az Árpád-korban [Guerre e stili di combattimento sotto gli Arpadi], Szukits Könyvkiadó, ISBN 963-9441-87-2.
- (HU) Ferenc Makk, Magyar külpolitika (896-1196) [La politica estera ungherese (896-1196)], Szegedi Középkorász Műhely, 1993, ISBN 978-963-04-2913-9.
- (EN) Miklós Molnár, A Concise History of Hungary, Cambridge University Press, 2001, ISBN 978-0-521-66736-4.
- (EN) Donald M. Nicol, Byzantium and Venice: A Study in Diplomatic and Cultural Relations, Cambridge, Cambridge University Press, 1988, ISBN 0-521-34157-4.